# Нсанбаева, Сания Жангалиевна
Сания Жангалиевна Нсанбаева (19 ноября 1970, СССР) — российская футболистка, выступавшая на позиции полузащитника.
С 1989 по 1991 год выступала за команду «Шагала» (Гурьев).
С 1992 по 1994 год выступала за ЦСК ВВС, провела в ЧР 59 матчей и забила 1 гол, в том числе в 1994 году сыграла 13 матчей. В Розыгрыше Кубка России 1993 года забила 2 мяча.

## Достижения
Чемпионат России по футболу среди женщин
- Чемпион России (2): 1993 и 1994
- Вице—чемпион России (1): 1992

Кубок России по футболу среди женщин:
- Обладатель Кубка (1): 1994